# Dylan Schommer
Dylan Kalecyezi Schommer (* 20. Oktober 1997 in Solothurn) ist ein schweizerisch-ruandischer Basketballspieler.
Schommer begann seine Laufbahn beim Berner Verein Rising Stars. Ab 2017/18 spielte er in der Nationalliga B bei Fribourg Olympic und arbeitete sich in das Aufgebot der 1. Mannschaft hoch. Ab der Saison 2021/22 spielte der 2,03 Meter große Schommer in der Nationalliga A für Starwings Basket Regio Basel und wechselte im Sommer 2022 zu Swiss Central Basketball.
Union Neuchâtel nahm Schommer im Vorfeld der Saison 2023/24 unter Vertrag.

## Nationalmannschaft
Schommer nahm mit der U18-Nationalmannschaft der Schweiz an der B-Europameisterschaft 2015 teil. Der Sohn einer ruandischen Mutter und eines Schweizer Vater wurde im Herrenbereich Mitglied der Nationalmannschaft Ruandas.